# Hofstede Zuiderwijk

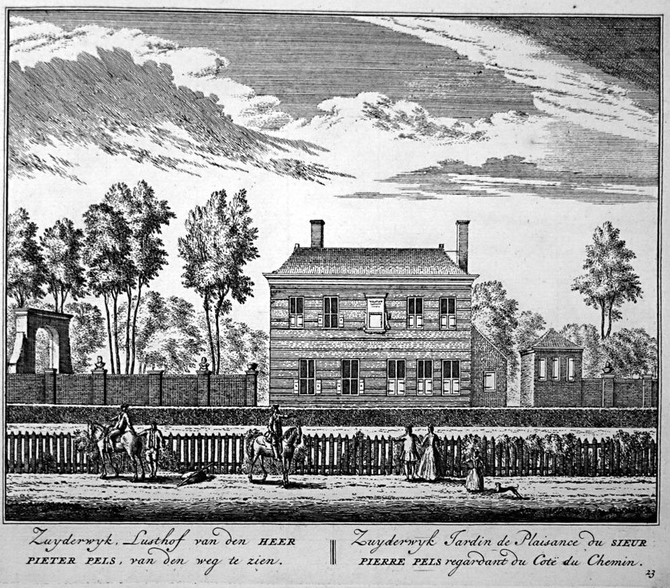
Hofstede Zuiderwijk door Abraham Rademaker (1728)

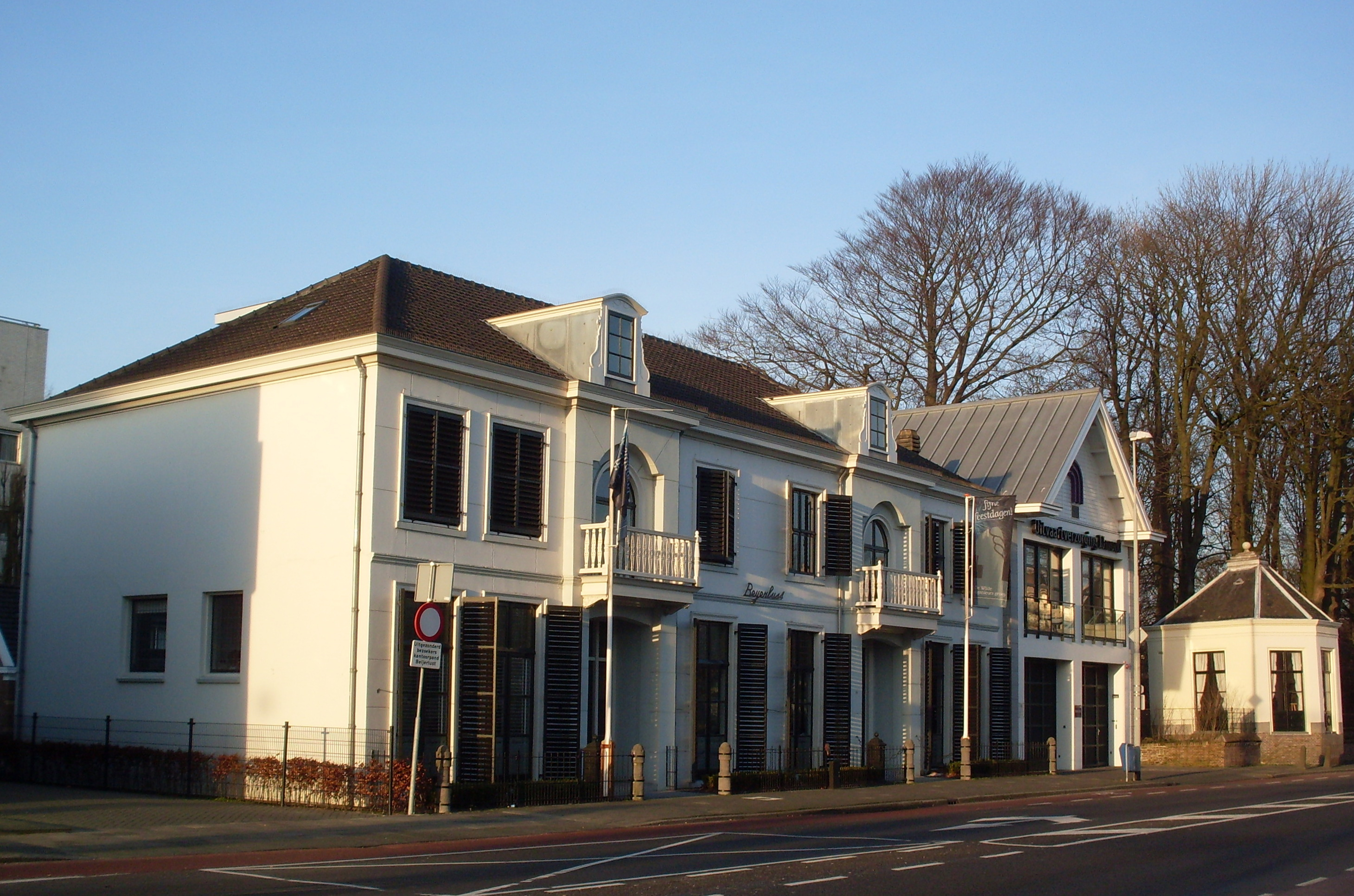
Het huis Beyerlust is op de plaats gekomen van de voormalige hofstede Zuiderwijk

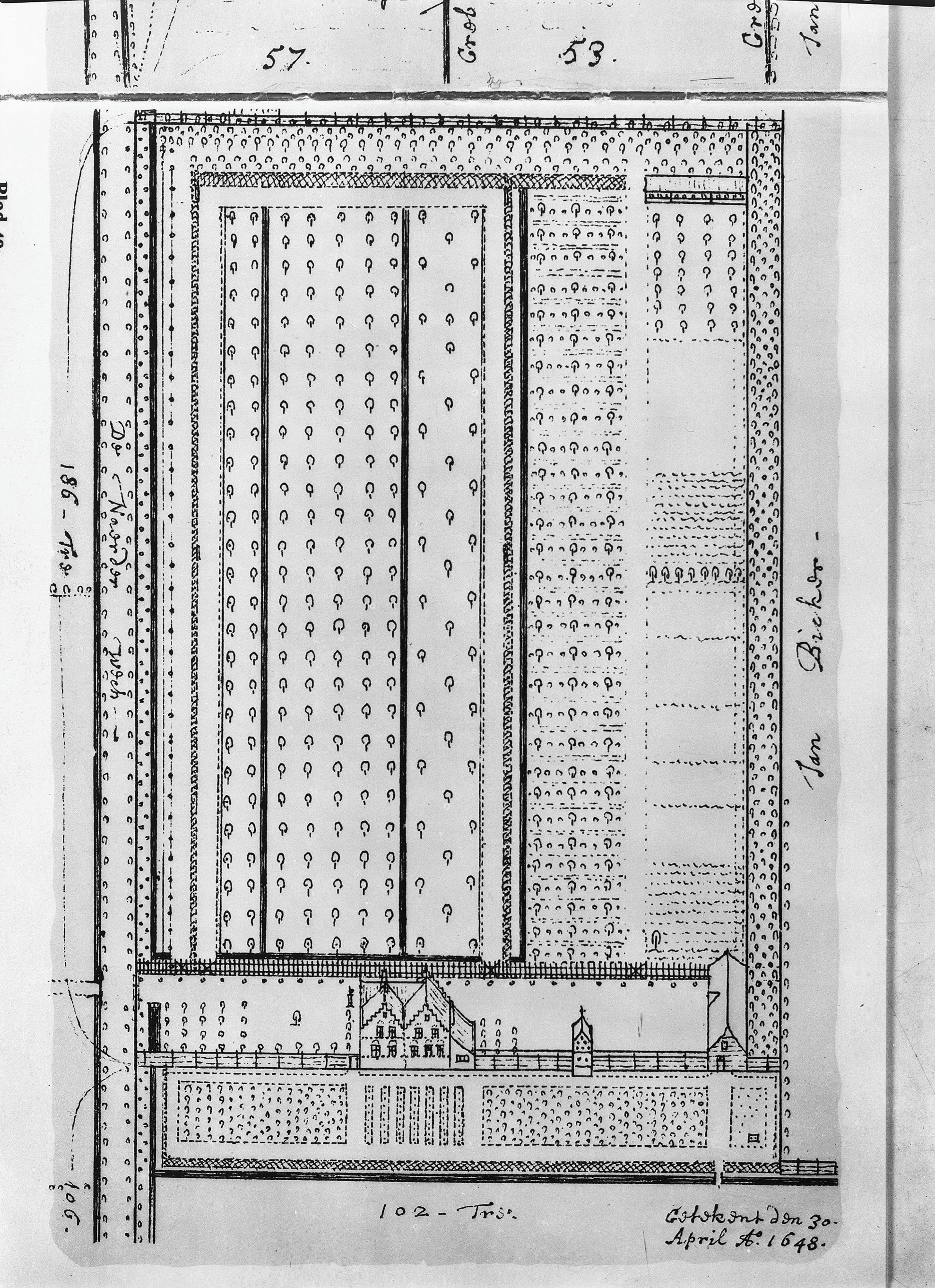
Hofstede Zuiderwijk zoals afgebeeld in het schetsboekje van Daniel van Breen

Hofstede Zuiderwijk is een voormalige buitenplaats in Beverwijk. De naam werd ook wel gespeld als Zuijderwijk of Zuyder Wyk.

## Geschiedenis
Het voormalige huis Zuiderwijk lag aan de entree van Beverwijk, ter hoogte van Velserweg 14-16, tussen de Vondellaan en landgoed Akerendam. Het lag niet direct aan de Velserweg, maar op enige afstand.
Omstreeks 1620 is het huis waarschijnlijk gebouwd. In 1634, verkocht de Amsterdamse koopman Jan Arisz. Hardebol het buiten aan Dirck en Jan van der Perre, eveneens kooplieden uit Amsterdam. Deze verkochten het huis in 1642 aan de brouwer Laurensz Jacobsz. Reael. Vier jaar later verkreeg hij nog een stuk grond aan de zuidzijde van de Naerderwech (de huidige Vondellaan).
De naam Zuiderwijk verkreeg het huis pas aan het begin van de 18e eeuw. Het was toen lange tijd in handen van meester Pieter Pels (1691 - 1740). Later komt het in bezit van zijn broer, Jean Lucas Pels, bankier en koopman in Amsterdam. Zijn weduwe, Anna Elisabeth Geelvinck, verkoopt de hofstede in 1742 samen met het ernaast gelegen huis Akerendam aan haar broer, mr. Nicolaes Geelvinck Aan het eind van de 18e eeuw wisselt het huis nog enkele malen van eigenaar.
Vermoedelijk is huis Zuiderwijk afgebrand en daarna afgebroken. Het overgebleven terrein werd aan de gemeente Beverwijk verkocht. Deze verkocht het vervolgens op 11 maart 1800 aan de doopsgezinde gemeente. In de tweede helft van de 19e eeuw, komt het terrein in handen van Hermanus Zaalberg, de burgemeester van Heemskerk. Deze laat er in 1876 het nog bestaande dubbel herenhuis bouwen direct gelegen aan de Velserweg (nummer 14-16). Hij gebruikt hiervoor de stenen van het voormalige landhuis Beijerlust uit Heemskerk. Hij doopt het huis Beyerlust & Zuijderwijk. Maar in de loop van de tijd is het Beyerlust gaan heten. Het is in gebruik geweest als woning en notariskantoor, onder meer notaris J.H. Bremmers en notaris A.Th.L Hoekstra, die later zijn huis in Aerdenhout vernoemt naar Zuiderwijk. Tegenwoordig is het een kantoor voor een adviesbureau.
Van de Hofstede Zuiderwijk zelfs is niets meer terug te vinden. Op het merendeel van het oude terrein van het landgoed ligt het Rode Kruis Ziekenhuis. Bij de uitbreiding hiervan aan het begin van de jaren 1990, zijn mogelijk de laatste resten van huis Zuiderwijk verloren gegaan.